# 毛拉法茲盧拉
毛拉法茲盧拉（1974年—2018年6月14日），原名法茲盧拉·哈亞特，是巴基斯坦塔利班运动的首領（2013年11月－2018年6月）。在他成為巴塔首領前，他是斯瓦特县巴塔派系的頭目。
法茲盧拉曾於2001年跟隨苏菲·穆罕默德進入阿富汗對抗美軍。法茲盧拉返回巴基斯坦後被捕，被監禁17個月，獲釋後他在非法的FM頻道宣揚反對美國人、反對巴基斯坦政府、反對女性受教育、反對小兒麻痺疫苗接種的仇恨言論，並宣揚武裝分子對於伊斯蘭教法的極端詮釋。在巴塔首領哈基穆拉·马哈苏德於2013年11月死於美軍空襲後，法茲盧拉接任巴塔首領。
2018年3月8日，美國國務院懸賞500萬美元予提供法茲盧拉行蹤的人。2018年6月14日，法茲盧拉在阿富汗死於美軍無人機空襲。同月由努尔·瓦利·马哈苏德接任巴塔首領。

## 個人生活
法茲盧拉是苏菲·穆罕默德的女婿。